# Pseudospingus verticalis
Pseudospingus verticalis é uma espécie de ave da família Thraupidae.
Pode ser encontrada nos seguintes países: Colômbia, Equador, Peru e Venezuela.
Os seus habitats naturais são: regiões subtropicais ou tropicais húmidas de alta altitude.